# Raya
Raya — приватна соціальна мережа доступна через мобільний додаток на платформі iOS. Спершу представлена як сервіс для знайомств, але пізніше функціонал було розширено можливостями встановлення ділових контактів в індустрії розваг. Щоб зареєструватись, потрібно мати запрошення від уже прийнятого в спільноту учасника і отримати схвалення кандидатури спеціальним комітетом. Користувачі пов’язують свій профіль зі своїм обліковим записом Instagram і повинні створити слайдшоу із музикою для свого профілю. В середньому близько 92 % заявок на вступ відхиляються.

## Історія
Ідея сервісу належить Даніелю Гендельману (англ. Daniel Gendelman). Робота над додатком розпочалась в 2014 році, перший реліз відбувся в лютому 2015 року. В 2016 році Raya придбала Chime — стартап-додаток для обміну відео-повідомленнями.

## Відомі користувачі
Raya відома тим, що серед користувачів є багато зірок, зокрема: Шерон Стоун, Емма Вотсон, Бен Аффлек, Томас Фелтон, Елайджа Вуд, Ченнінг Тейтум, Гарві Вайнштайн, Кара Делевінь, Меттью Перрі, Дрю Беррімор, Найл Горан, Демі Ловато, Кеке Палмер, Томмі Лі, Емі Шумер, Лілі Аллен, Moby, Джо Джонас, Льюїс Капалді, Lil Dicky, Сімона Байлс, Рубі Роуз, Diplo, Коді Сімпсон, Патрік Шварценеггер, Зак Брафф, Кірнан Шипка та інші.

## Секретність
Raya не рекламується і просить своїх користувачів не згадувати ім'я додатку публічно. Якщо користувач робить знімок екрана профілю, додаток попереджає, що за такі дії його може бути видалено з платформи.